# ستيفاني لابوينت
ستيفاني لابوينت هي مغنية وممثلة كندية، ولدت في 26 مارس 1984 ببروسار في كندا.

## وصلات خارجية
- ستيفاني لابوينت على موقع IMDb (الإنجليزية)
- ستيفاني لابوينت على موقع ميوزك برينز (الإنجليزية)
- ستيفاني لابوينت على موقع ديسكوغز (الإنجليزية)
- ستيفاني لابوينت على موقع قاعدة بيانات الفيلم (الإنجليزية)